# Eleganceイブ
『Eleganceイブ』（エレガンスイブ）は、秋田書店が発行する日本の月刊女性漫画雑誌。1984年に創刊。発売日は発行月の前々月26日。略称は「エレイブ」。
大人の女性を対象とした女性漫画誌。創刊号は1984年7月26日発売の9月号。佐伯かよのや風間宏子、金子節子らの連載作品を掲載。

## 連載作品
2025年9月号現在。
- オトナのがんばらない健康生活（いしかわひろこ）：2019年12月号 -
- 加賀谷次長、狙われてます!（小山田容子）：2019年9月号[2] -
- 究極のM（白井裕子）：2019年8月号[3]（シリーズ化された号） - 2022年2月号、2025年5月号[4] -
- ココロ整うゴミ退治！片付けの鬼子さん（おがたちえ）：2024年9月号[5] -
- 酒と恋には酔って然るべき（はるこ、原案協力：江口まゆみ）：2018年1月号 -
- さよならプロローグ（永塚未知流）：2025年8月号[6] -
- 失恋男子の観察日記（克本かさね）：2023年12月号[7] -
- 修羅の家（金子節子）
- 翔子の事件簿シリーズ（大谷博子）
- ただいまムームー（夢路行）：2024年4月号[8] -
- 光る君の妻に転生したのですが呪われないために夜伽を拒否しています【心恋】（小糸さよ）：2025年9月号[9] -
- Villainな奥さま（石井まゆみ）：2025年1月号[10] -
- ムーちゃんと手をつないで〜自閉症の娘が教えてくれたこと〜（みなと鈴）：2018年6月号 -
- メゾンプアナの7人の食卓（オトクニ）：2024年1月号[11] -
- ヤクザにお風呂で働かされてます。（たかし♂）：2023年12月号[7] -
- やさしいミルク（高田ローズ）：2022年10月号[12] -
- 40歳からのハローワーク（巻末に掲載・1話ごとに漫画家が異なる）
- わたしのママは真野くんです。（三津キヨ）：2023年10月号、2023年12月号 -

## 過去の掲載作品
- 緋の稜線（佐伯かよの）：1986年7月号 - 1999年6月号
- 青の群像（金子節子）
  - 青の群像〜結婚時代〜
  - 新・青の群像〜さくらの時代・薫風〜
  - 新・青の群像〜さくらの時代・疾走〜
  - 陽だまりのアルバム〜続・青の群像〜
  - 青の群像〜真珠抄〜
- 静かなる夜のほとりで（横谷順子）
- ダーク・エンジェル（風間宏子）
  - Mの伝説〜ダーク・エンジェルII〜
  - M〜ダーク・エンジェルIII〜
  - ドクターM　ダーク・エンジェルⅣ
  - ダーク・エンジェル レジェンド 外科医 氷川魅和子
- なまけ者の楽園（あやせ理子）
- 芥子の花〜帝王の門〜（のがみけい）
- ものぐさ日記（阿曽利子）
- 鈴太のおいしくできるモン!（福田素子）：1995年9月号 - 2006年9月号
- アプローズ -喝采- [完結編]（有吉京子）：1997年6月号 - 1999年2月号
- ブランド〜愛と哀しみの系図〜（富樫じゅん）
- オーディンの薔薇（富樫じゅん）
- 1995年のスモーク・オン・ザ・ウォーター（富樫じゅん、原作：五十嵐貴久）
- それぞれの40（沖野ヨーコ）：2008年10月号 - 2009年1月号
- あたかもコイバナの如く（施川ユウキ）：2008年10月号 - 2009年12月号
- COCOON（今日マチ子）：2009年5月号 - 2010年7月号
- 花のズボラ飯（原作：久住昌之、作画：水沢悦子）：2009年6月号 - 2015年10月号
- 寝ろ、起きろ、学校行け!（施川ユウキ）：2011年6月号 - 2011年8月号
- 嫁姑の拳（函岬誉）
- 「警察犬」Blau（黒沢明世）
- どぶがわ（池辺葵）：2012年12月号 - 2013年10月号
- ちひろさん（安田弘之）：2013年7月号 - 2018年9月号 ※第一部完
- ウドの樹木医（松本小夢）
- ヤコとポコ（水沢悦子）：2015年2月号 - 2022年7月号[13]
- おわるうございます〜葬儀社人情物語〜（小塚敦子）：2015年2月号 - 2021年4月号、→『フォアミセス』に移籍
- ぱらいそ（今日マチ子）：2015年3月号 - 2015年6月号
- サチのお寺ごはん（かねもりあやみ、原案協力：久住昌之、監修：青江覚峰）：2015年4月号 - 2023年7月号[14]
- 凪のお暇（コナリミサト）：2016年8月号 - 2025年4月号[15]
- またねこ!（石塚夢見）：2016年8月号 - 2023年2月号
- 生きやすい（菊池真理子）2018年5月号[16] - 2020年9月号
- 思えば遠くにオブスクラ（靴下ぬぎ子）：2019年6月号 - 2021年7月号[17]
- 依存症ってなんですか？（菊池真理子）：2019年7月号 -
- 恋にならないシェアハウス（望月桜）：2019年7月号 - 2021年2月号
- 10年シてないスダチさん（高田ローズ）：2019年7月号 - 2022年5月号[18]
- まねきねこのうた（Jam）：2019年10月号[19] - 2022年10月号
- 闇に堕ちる星（羽田伊吹）：2019年10月号[19] - 2021年1月号
- クイーン舶来雑貨店のおやつ（山内尚）：2020年6月号 - 2022年2月号
- 0のコネクション（風間宏子）：2020年8月号[20] - 2022年1月号
- 君にシナリオ。（ancou）：2021年1月号[21] - 2022年6月号
- いつかのいつか（六多いくみ）：2021年4月号[22] - 2023年9月号→『コミックシーモア』・『スーフル』に移籍[23]
- 57人の遺産相続人（夢路行）：2021年4月号 - 2023年11月号[24]
- やわいボンド（菊池真理子）：2021年5月号 - 2022年6月号
- 乙女散るらん〜大正女學生物語〜（D・キッサン）：2021年5月号[25] - 2021年9月号[26]
- 居るのはつらいよ（いぬゐのこ、原作・監修：東畑開人）：2021年7月号[17] - 2023年11月号
- いたらぬ僕らにケーキを添えて（川嶋すず）：2021年9月号[26] - 2023年1月号
- マダム、完全犯罪はお好きでしょう？（石井まゆみ）：2022年3月号[27] - 2023年9月号
- ママの愛がおかしい（羽田伊吹）：2022年5月号[18] - 2023年10月号
- 正常生活 ノーマルライフ（川口まどか）：2022年7月号[13] - 2023年4月号
- やも男と女形（会田薫）：2022年8月号[28] - 2023年7月号[14]
- よるべない花たちよ 〜for four sisters〜（山内尚）：2022年8月号[28] - 2023年10月号
- 木曜日のシェフレラ（大澄剛）：2022年10月号[12] - 2024年9月号[5]
- 眩しいあの子（三津キヨ）：2023年4月号[29] - 2023年7月号[14]
- まばゆいね、珠緒くん。（近由子）：2023年7月号[14] - 2024年12月号[30]
- 次の恋にこたえなさい。（永塚未知流）：2023年11月号[24] - 2025年3月号[31]
- 蓮尺さんとあそぼ（かねもりあやみ）：2023年12月号[7] - 2025年8月号[6]
- おりずる（今日マチ子）：2024年5月号[32] - 2025年8月号[6]
- だけど、君はいない（原作：よしだ他、作画：三樽）：2025年2月号[33] - 2025年4月号[34] ※集中連載[35]

## 映像化作品
| 作品   | 放送年 | アニメーション制作 | 備考・出典 |
| ------ | ------ | ------------------ | ---------- |
| Cocoon | 2025年 | ササユリ           | [ 36 ]     |

| 作品             | 放送年 | 制作                           | 備考・出典 |
| ---------------- | ------ | ------------------------------ | ---------- |
| 緋の稜線         | 1998年 | 東海テレビ、ビデオフォーカス   | [ 37 ]     |
| 花のズボラ飯     | 2012年 | テレバイダー・エンタテイメント | [ 38 ]     |
| サチのお寺ごはん | 2017年 | キュー･テック                  | [ 39 ]     |
| 凪のお暇         | 2019年 | TBSテレビ                      | [ 40 ]     |

| 作品       | 公開年 | 配給               | 備考・出典 |
| ---------- | ------ | ------------------ | ---------- |
| ちひろさん | 2023年 | アスミック・エース | [ 41 ]     |

## 発行部数
|                    | 推定発行部数（全国出版協会） | 公称部数（日本雑誌協会）                   |
| ------------------ | ---------------------------- | ------------------------------------------ |
| 2000年（平成12年） | 13万部                       | 28.0万部（2000年1月 - 12月）               |
| 2002年（平成14年） |                              | 20.0万部（2002年1月 - 12月）               |
| 2004年（平成16年） |                              | 160,000部（2003年9月1日 - 2004年8月31日）  |
| 2005年（平成17年） |                              | 160,000部（2004年9月 - 2005年8月）         |
| 2006年（平成18年） |                              | 150,000部（2005年9月1日 - 2006年8月31日）  |
| 2007年（平成19年） |                              | 150,000部（2006年9月1日 - 2007年8月31日）  |
| 2008年（平成20年） |                              | 160,000部（2007年10月1日 - 2008年9月30日） |
| 2009年（平成21年） |                              | 150,000部（2008年10月1日 - 2009年9月30日） |
| 2010年（平成22年） | 9万部                        | 150,000部（2009年10月1日 - 2010年9月30日） |
| 2011年（平成23年） | 9万部                        | 150,000部（2010年10月1日 - 2011年9月30日） |
| 2012年（平成24年） | 8万部                        |                                            |
| 2013年（平成25年） | 8万部                        |                                            |
| 2014年（平成26年） | 7万部                        |                                            |
| 2015年（平成27年） | 6万部                        |                                            |

## 増刊号
- 「エレガンスイブ」「フォアミセス」系増刊（2012年7月からエレガンスイブ増刊　もっと!にリニューアルされた。）
- エレガンスイブ増刊 もっと!